# Trois Chansons de Charles d'Orléans
Les Trois Chansons de Charles d'Orléans (CD 99) sont une œuvre de Claude Debussy pour chœur a cappella. Achevées en 1908, elles sont créées le 11 mars 1909 à Paris sous la direction de Jane Bathori.

## Composition
Debussy entreprend la composition de deux Chansons de Charles d'Orléans dès avril 1898, qu'il remanie dix ans plus tard en ajoutant la deuxième chanson.

## Présentation

### Textes
Les Trois Chansons de Charles d'Orléans sont composées sur trois rondels :
1. « Dieu ! qu'il l'a fait bon regarder »
2. « Quand j'ay ouy le tabourin sonner »
3. « Yver, vous n'estes qu'un vilain »

### Mouvements
1. Très modéré, soutenu et expressif en fa dièse majeur sans sensible[2], à
2. Modéré en fa dièse mineur, à
3. Alerte et vif en mi mineur, à 
, avec une section centrale en mi majeur

## Postérité

### Réception
Les premières auditions des Trois Chansons de Charles d'Orléans, le 11 mars 1909 à Paris sous la direction de Jane Bathori, le 25 mars 1909 à Londres et le 9 avril suivant aux Concerts Colonne sous la direction du compositeur, « déchaînèrent l'enthousiasme du public : à Paris, il fallut bisser les deux dernières chansons. Mais la critique fut grincheuse et la musicologie, curieusement, l'est demeurée jusqu'à ce jour ».

### Critiques
La critique identifiée par Harry Halbreich « accusant Debussy d'un soi-disant néo-classicisme », se trouve chez Jean Barraqué, par exemple : « Qui pourra jamais expliquer qu'un musicien aussi désireux de se libérer des influences du XIXe siècle, aussi soucieux de ne jamais se répéter, ait pu, à diverses reprises, être tenté de revenir aux formules de la Renaissance ou du XVIIIe siècle, dont il savait mieux que personne qu'elles avaient vécu ? »
Charles d'Orléans est, avec François Villon et Tristan L'Hermite, un des poètes de prédilection de Debussy parmi les auteurs anciens, abordés à partir des Trois chansons de France de 1904, du Promenoir des deux amants et des Trois ballades de François Villon en 1910.
Paul Pittion relève le « style archaïque » des Trois Chansons de Charles d'Orléans, mais aussi leurs « harmonies nouvelles comme celles de Pelléas ». Harry Halbreich fait observer que la phrase « sans point flatter je parle plein », donnant lieu à une exposition de fugue à quatre entrées, ne marque en rien un recul dans le langage de Debussy : « On trouve la même chose dans la dernière partie de l'Octandre de Varèse, où personne ne s'en est offusqué ! Alors… »

## Discographie
- Claude Debussy : The complete works, CD 25, Warner Classics, 2018 :
  - chansons 1 et 3, première version, L 99a (1898), premier enregistrement mondial, par le Chœur de chambre de Namur, dir. Thibault Lenaerts
  - les trois chansons, deuxième version, L 99b (1908), par l'Ensemble vocal Philippe Caillard, dir. Philippe Caillard

### Ouvrages généraux
- Marielle Cafafa, La chanson polyphonique française au temps de Debussy, Ravel et Poulenc, Paris, L'Harmattan, coll. « Univers musical », 2017, 480 p. (ISBN 978-2-3431-3603-5)
- Paul Pittion, La Musique et son histoire : tome II — de Beethoven à nos jours, Paris, Éditions Ouvrières, 1960, 574 p.

### Monographies
- Jean Barraqué, Debussy, Paris, Seuil, coll. « Solfèges » (no 22), 1962, rééd. 1994, 250 p. (ISBN 2-02-020626-9)
- Edward Lockspeiser et Harry Halbreich, Claude Debussy, Paris, Fayard, 1980, 823 p. (ISBN 2-213-00921-X)
Harry Halbreich, Claude Debussy, analyse de l'œuvre, Paris, Fayard, 1980, p. 533-748